# إدوارد ن. بيترسون
إدوارد ن. بيترسون (بالإنجليزية: Edward N. Peterson)‏ هو مؤرخ أمريكي، ولد في 1925، وتوفي في 2005.